# Piranha V
Piranha V er en panseret mandskabsvogn af femte generation af MOWAG Piranha-familien af militær-køretøjer. Den er designet af General Dynamics European Land Systems - Mowag GmbH.

## Design

### Mobilitet
Piranha V drives af en MTU 6V199 TE21 dieselmotor som producerer 430 kW.

### Overlevelighed
STANAG 4569 Level 4/4a/4b (uafhængigt certificeret) - STANAG 5 også tilgængelig.

## Operatører
Danmark bliver den første operatør af Piranha V. I maj 2015 blev det besluttet, at Danmark skulle købe op til 360 stk. (dog med option fra 206 - 450 stk.) Piranha V til en pris af op til 5 mia. kr som erstatning for de eksisterende M113 pansrede mandskabsvogne fra 1960erne.

## Links
- Her er den så: Danmarks nye PMV (Krigeren.dk)
- PIRANHA 5 fakta